# Koninkrijk Koerdistan
Het Koninkrijk Koerdistan was een niet-erkende staat dat na de val van het Ottomaanse Rijk werd uitgeroepen. Het Koninkrijk Koerdistan was de jure deel van het Brits Mandaat Mesopotamië.

## Geschiedenis
Na de val van het Ottomaanse Rijk werden er door Koerden in Irak tijdens de Mahmud Barzanjiopstanden verschillende pogingen gedaan tot het laten ontstaan van een semi-onafhankelijk Koerdische staat. De laatste poging was succesvol en het Koninkrijk Koerdistan werd in september 1922 gevormd.
Al eerder, op 10 oktober 1921 verklaarde Mahmud Barzanji zichzelf tot de Koning van het Koninkrijk Koerdistan.
Het Koninkrijk Koerdistan werd uitgeroepen toen de Mahmud Barzanjiopstanden aan de gang waren, na deze opstanden werd het Koninkrijk Koerdistan weer onderdeel van het Brits Mandaat Mesopotamië in juli 1924.